# أنطوني سيشي
أنطوني سيشي (بالفرنسية: Anthony Sichi)‏ (21 يناير 1986 في فرنسا - ) هو لاعب كرة قدم فرنسي في مركز الوسط. لعب مع نادي أورليانز ونادي إستر ونادي بوفيه ونادي ستراسبورغ ونادي كان.

## روابط خارجية
- أنطوني سيشي على موقع قاعدة بيانات كرة القدم.إي يو (الإنجليزية)
- أنطوني سيشي على موقع ليكيب (الفرنسية)